# Голисский дворец
Го́лисский дворец (нем. Gohliser Schlösschen) — некогда загородный особняк второй половины XVIII века в немецком городе Лейпциг.

## История
Дворец был выстроен в 1755—1756 годах по заказу лейпцигского городского советника Иоганна Каспара Рихтера в лежавшей к северо-западу от города деревне Голис (нем. Gohlis; ныне — в черте города) на месте двух крестьянских подворий, принадлежавших жене Рихтера Кристиане Регине Гетцер. Авторство проекта приписывается городскому архитектору Фридриху Зельтендорфу.
Вследствие разразившейся Семилетней войны внутренняя отделка дворца была завершена уже новым мужем Кристины Гетцер — Иоганном Готтлобом Бёме (нем. Johann Gottlob Böhme, 1717—1780), профессором истории в Лейпцигском университете. При этом художественное оформление большого парадного зала было поручено знаменитому художнику Адаму Фридриху Эзеру. В 1780-е годы Голисский дворец был одним из центров духовной жизни Лейпцига: его гостями были, в частности, издатель Георг Иоахим Гёшен и Христиан Готтфрид Кёрнер, и, с большой долей вероятности, Фридрих Шиллер во время своего пребывания в Голисе в 1785 году.
В 1793 году наследники Кристианы Регины Гетцер передали дворец в городскую собственность с условием сохранения архитектурного комплекса здания. Однако в последующие годы городской совет продал большую часть внутреннего убранства и коллекцию искусства; дворцовая библиотека была включена в состав городского книжного собрания. В сражениях за Лейпциг в 1813 году здесь были расквартированы высокие военные чины, и впоследствии военный госпиталь. В 1832 году Голисский дворец был продан дворянскому роду фон Альвенслебен, от которого он затем перешёл к лейпцигскому купцу Кристофу Георгу Конраду Ницше.
В 1906 году дворец вновь оказался в собственности города, и, после реставрационных работ 1934—1935 годов, был открыт как «Дом культуры» для общественных и культурных мероприятий. После Второй мировой войны и устранения последствий авиаударов здесь с 1951 по 1985 годы располагался Баховский архив (нем. Bach-Archiv Leipzig). После объединения Германии здание было капитально отреставрировано в 1990—1998 годы, и передано в управление городского департамента культуры. Однако уже в 2003 году из целей экономии средств дворец закрыл свои двери. В марте 2005 года Голисский дворец был передан основанному ещё в 1991 году «Кругу друзей Голисского дворца» (нем. Der Freundeskreis „Gohliser Schlösschen” e.V.), взявшему на себя заботу по сохранению сооружения и его дальнейшему культурному использованию. Дворец служит, в первую очередь, местом разнообразных концертных и театральных представлений, предоставляя также помещения для временных выставок и церемоний бракосочетания. Кроме того, регулярно проводятся туристические экскурсии. В части дворца открыт ресторан.